# 漢の南方拡大
漢の南方拡大（かんのなんぽうかくだい）は、漢朝による現在の華南およびベトナム北部への勢力拡大について述べる。戦国時代までの中国は長江流域の楚を南辺としていたが、中国統一を果たした秦、そして続く漢の時代からより南方への「中国」の拡大が始まった。百越の征服に乗り出した漢は、紀元前135年および紀元前111年に紀元前110年ごろに閩越を、紀元前111年に南越国を、紀元前109年に滇を征服した。
漢は征服地に中国の文化を根付かせていき、百越や滇の諸部族は時代に漢に同化したり追われたりしていった。現代の華南にある百越の墳墓で見つかった発掘品からも、この地域に漢の影響力が及んでいたことが証明されている。同様の漢の影響力浸透は古代東南アジア諸国でも見られ、漢文化と、東南アジアにおける漢の外交的・政治的な活動が広がるきっかけとなった。 また漢が南海に到達したことと同時に、中国で生産される絹に対する需要が西方で高まったことで、ヨーロッパから近東を経て中国に至るシルクロードが成立することにもつながった。

## 背景

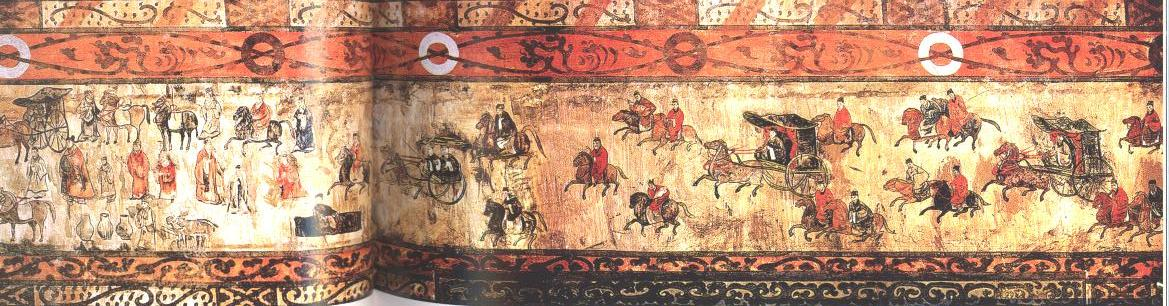
河南省鄭州市の打虎亭漢墓で見つかった、後漢後期の騎兵と戦車を描いた壁画。

中国王朝の南下政策は秦の対百越遠征に始まり、漢もこれを継承した。秦の始皇帝は東南アジアから嶺南にもたらされる莫大で豪華な物産に惹かれ、七国統一を果たした221年から南方への遠征を行い、214年に嶺南地方の征服を完了した。始皇帝は南方遠征用と交易用を兼ねて霊渠を建設し、征服した嶺南に三郡を置いた。しかし間もなく秦が崩壊すると、百越は再び自立した。広西・広東・ベトナム北部には南越国が、福建には閩越が、浙江には東甌が成立した。
漢は楚漢戦争で自身に味方した閩越と東甌に対し、それぞれ紀元前202年と紀元前192年に王号を与えた。一方で南越国は秦の将軍趙佗が始皇帝死後の208年に自立してから成立した国家であった。趙佗は現在の河北省正定県の出身であるが、秦の百越征服の際に副将として嶺南に赴いた人物で、自立語は秦期の支配体制を受け継いだ。漢の高祖劉邦は、趙佗を南越国王として認めた。紀元前180年、趙佗は漢への従属を申し入れ、受け入れられた。

## 漢の軍事遠征

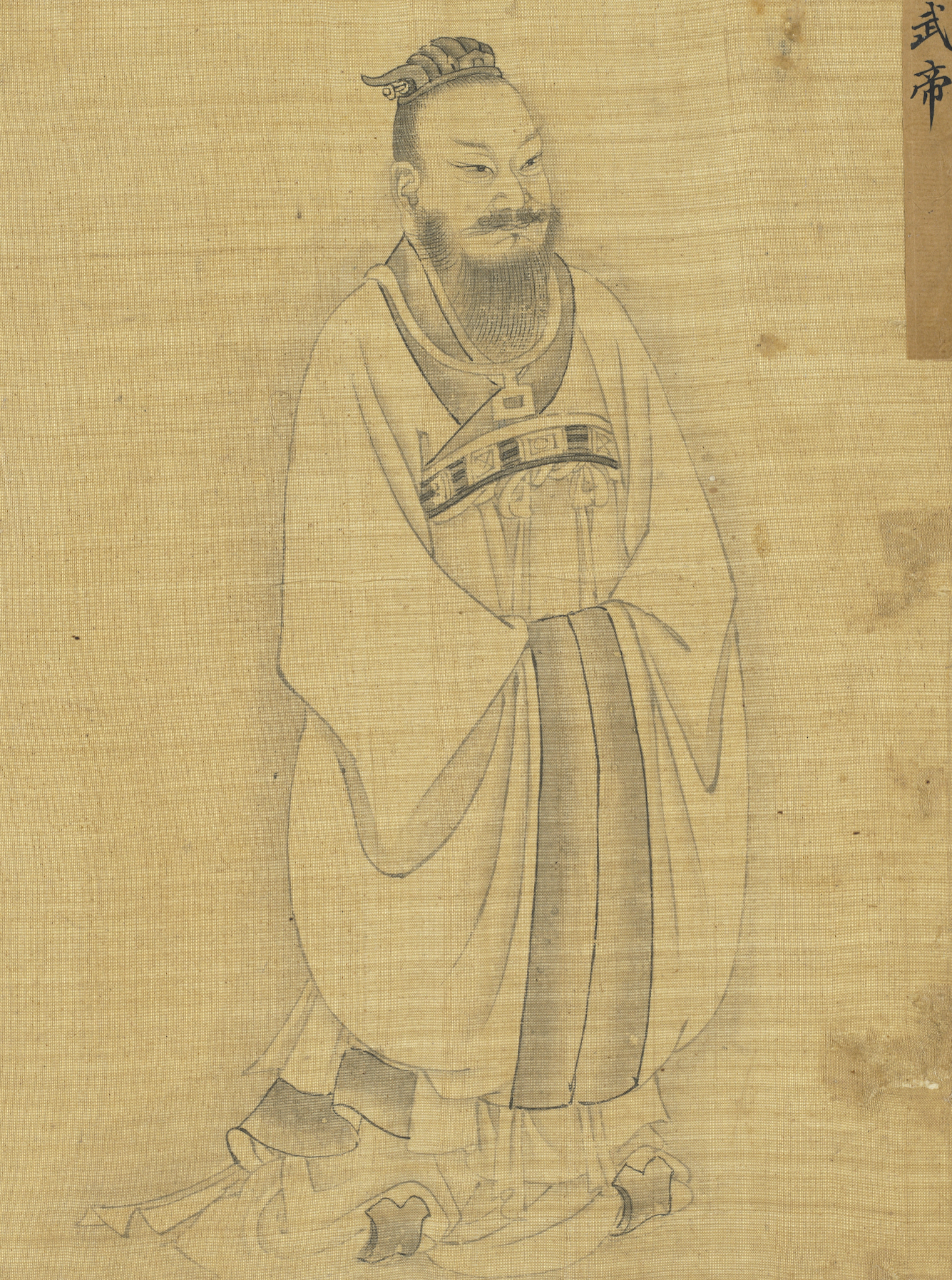
紀元前111年までに、漢の武帝は南越国を征服した。

### 閩越と東甌の征服
武帝の時代になると、漢は南方で自立を許していた越人の国々の併合に乗り出した。紀元前138年、閩越に攻められた東甌が漢に救援を求めた。しかし武帝の側近の田蚡は、越人は信用できないと言って介入に反対した。越人の国同時の衝突はたびたび起こることであり、田蚡は漢がわざわざ介入する義務はないと考えていた。これに対し中大夫の荘助は、皇帝は天子として小国の紛争に介入しなければならないと説いた。荘助率いる漢の水軍が紹興から出発したのを知ると、閩越は降伏し、東甌から撤退した。また東甌人は、長江・淮河間に移住させられた。
漢の二度目の南方介入は紀元前135年、閩越の騶郢が南越国の趙眜を攻めた際だった。南越国は漢に救援を要請し、これにこたえて武帝は王恢・韓安国を閩越討伐に差し向けた。
しかし間もなく騶郢は弟の騶余善に刺殺された。騶余善は騶郢の死体の首をはねて王恢に送り、降伏した。この後、旧来の閩越は漢の王が治める閩越と、騶余善が治める東越に分割された。
紀元前111年、南越国征服から帰還した漢の楊僕は、この戦争で東越の騶余善が漢軍への協力を約束していながら果たさなかったことを理由に、皇帝に東越討伐を進言した。しかし武帝は、楊僕の軍がもともと罪人の集まりであり、長い遠征から帰ったばかりで士気も低いことを考慮して、楊僕の意見を却下した。東越は、漢軍への補給を担当することになっていたものの、結局戦場にたどり着かなかった。騶余善は悪天候を理由にしたが、実際には裏で南越国とひそかに連携していたのであった。
楊僕の計画を知った騶余善は、公然と漢へ反乱を起こした。これに対して漢は、横海将軍韓説・楊僕・中尉王温舒、それに越人を先祖とする2人の貴族が率いる討伐軍を派遣した。結局騶余善は殺害され、東越は漢に併合された。司馬遷は東越のすべての民が追放されたと記録しているが、これはありそうにない話である。

### 南越国の征服

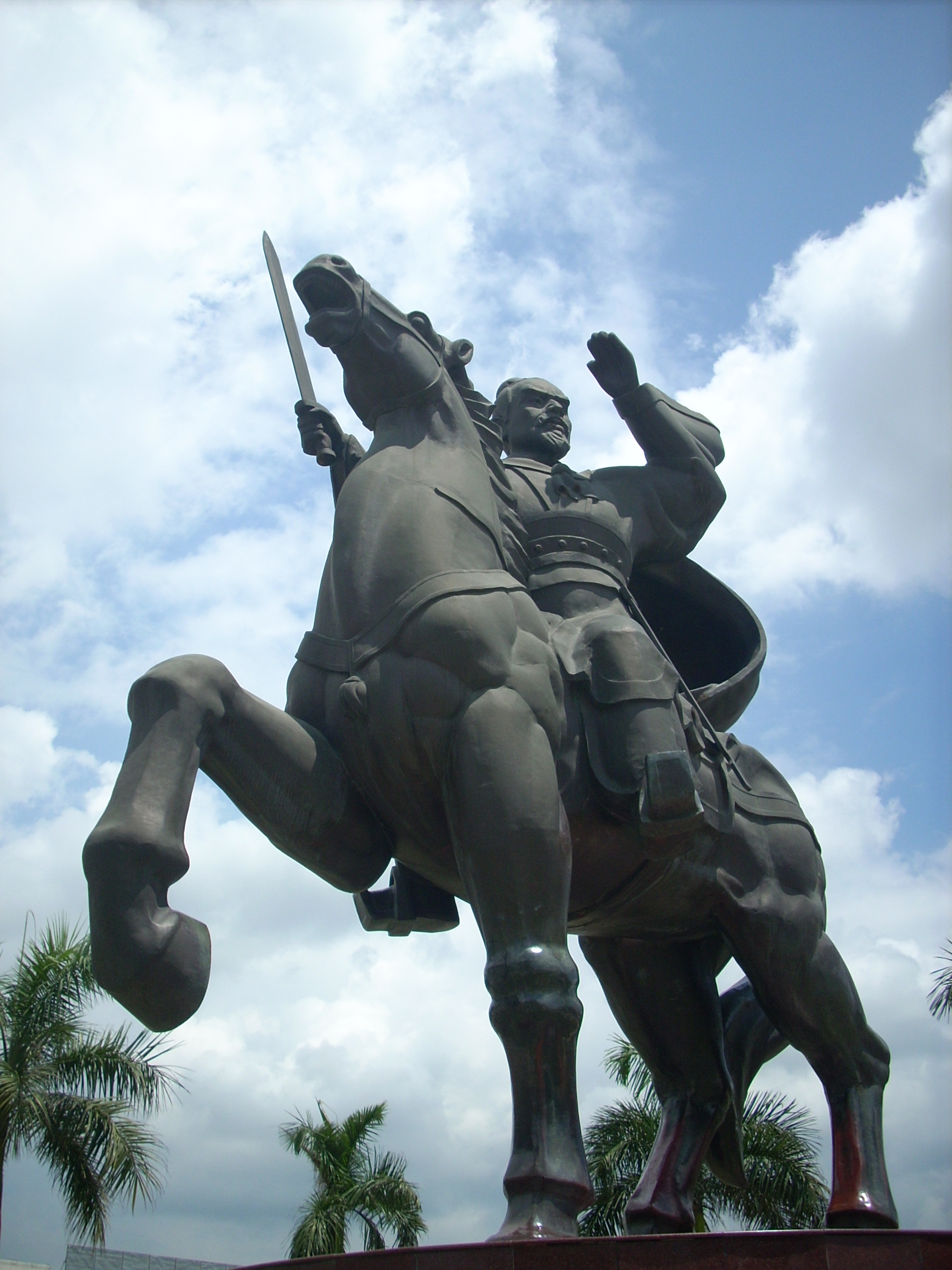
趙佗

秦の崩壊期に趙佗が建国した南越国は、紀元前180年に漢に名目的に従属したものの、毎年の貢納を怠っていた。紀元前112年、南越国の太后樛氏が、南越国の漢への統合を提議したが、貴族たちの激しい抵抗にあった。夏、反対派の指導者であった呂嘉が太后樛氏を処刑した。
この事件は、漢が太后の元愛人である安国少季を使節として南越国に派遣し、太后を操って起こしたものであったが、二人が処刑されたのを見て、漢は南越国に反抗の意思ありとした。武帝は韓千秋に2000人の兵を与えて鎮圧に向かわせたが、韓千秋は南越国軍に敗れ戦死した。続いて路博徳と楊僕が、紀元前112年秋に10万人の水軍を率いて、海路もしくは河川路で南越国に侵攻した。この遠征軍は紀元前111年から110年にかけて南越国の首都番禺に到達し、南越国を滅ぼした。
こうして、嶺南は再び中国王朝の支配下に入った。漢はその跡地の広東や海南島、北ベトナムの紅河デルタに九郡を設置した。ただ海南島の二郡は、紀元前82年および紀元前46年に放棄された。

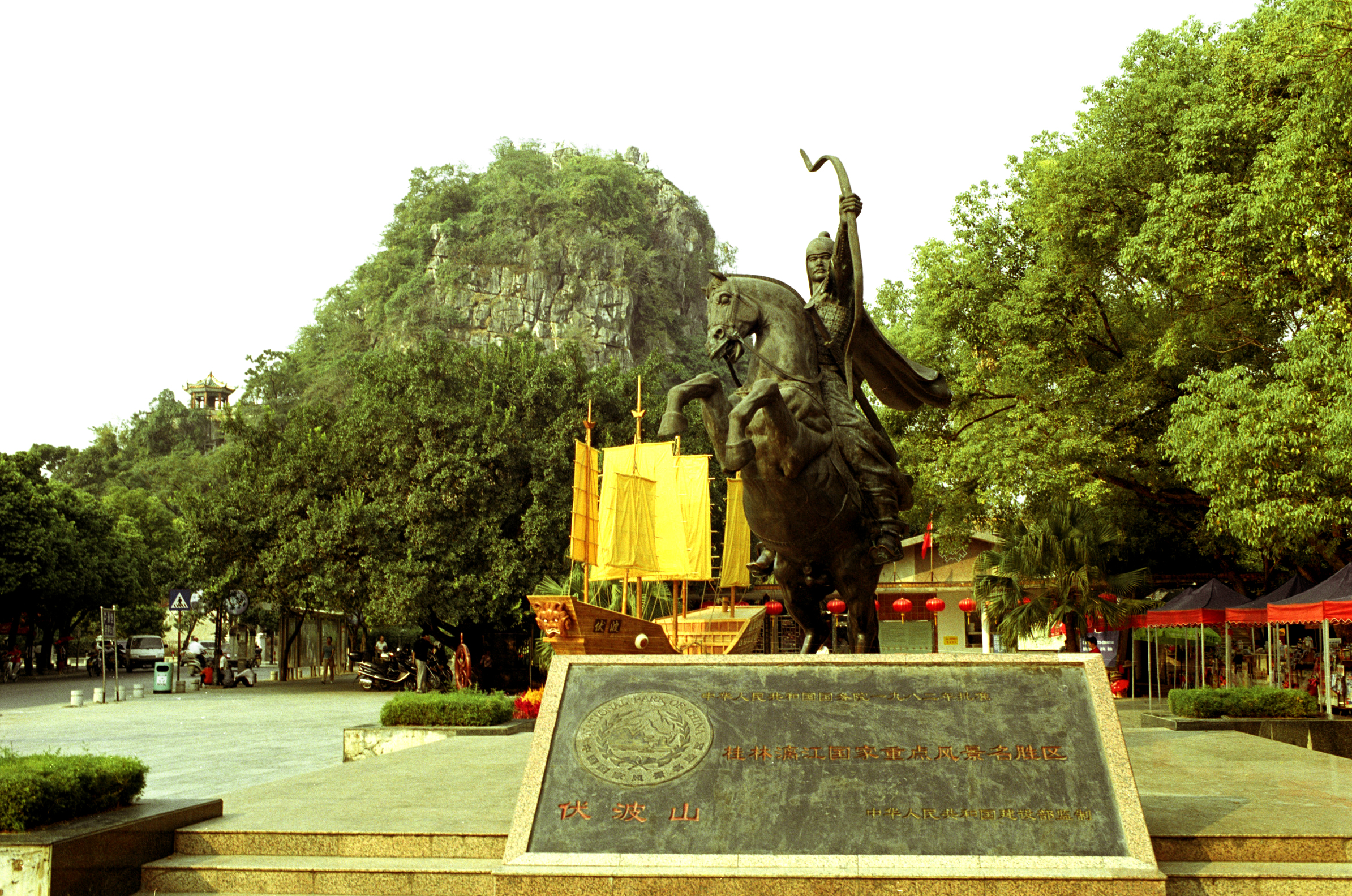
桂林市の伏波山に立つ馬援の像

前漢から新・後漢の成立期に至るまで、南越国の上層部は中国王朝に忠実であった。40年、紅河デルタ付近で徴姉妹率いる反乱が起きたが、43年に伏波将軍馬援によって鎮圧された。
新の崩壊後に成立した後漢は、南越国の支配回復に成功した。徴姉妹は捕らえられて斬首、もしくは戦死した。民間伝承では、空へと消えた、病に倒れた、川に身を投げ自殺した、などといった様々な話が伝えられている。その後も南越国は不穏な状態が続き、100年から184年の間に7度の騒優が起きた。そこで後漢は強硬的な支配政策を変え、李固の発案で忠実な部族を登用し、敵対的な部族を追放して、互いに反目させる分割統治策をとった。ただ、この方法も短期間の成功を収めただけだった。

### 滇の征服
雲南の滇に対する漢の遠征は、紀元前135年の唐蒙によるものに始まる。滇は家畜や馬、果実、奴隷などの交易に携わっており、その利益や金属製品の技術が漢の興味を引くことになった。漢軍は滇から漢全土に至る交易路を切り開き、そこから北上して蜀付近の地域を征服した。
しかし北方・西方での漢と匈奴との戦争が激化すると、辺境の統治コストがかさんだ漢は、蜀の郡を放棄した。また滇を訪れた漢人の一団が4年にわたり捕らえられる事件も起こった。この漢人は、122年に中央アジアとの交易路開拓を目指して匈奴を避け南方を回っていた者たちであった。
紀元前109年、武帝は滇を征服し、益州郡を置いた。考古学調査では漢で刻まれた滇王の璽が見つかっており、このことから滇が漢に降伏し属国となっていたことが分かる。滇はたびたび漢に反乱したが、その都度鎮圧された。最初の反乱は紀元前86年から紀元前83年におこり、また紀元前28年から紀元前25年にも蜂起があったが牂牁郡の太守に鎮圧された。王莽が帝位を簒奪し新を建設してからも、西南地域は緊張状態が続いていた。王莽は不穏な状況を打開するために遠征軍を派遣したが、兵の7割が病死した。また10万人の兵と2倍の補給物資による2度目の遠征も、大きな成果を得られなかった。42年から45年、176年にも反乱があった。
後漢は明帝の時代（在位：57年–75年）に対外拡張策を取った。69年、現在の雲南省保山市にあたる地域に新たに永昌郡が設置された。また越巂郡の西方にいた滇族が114年に漢に服属した。 桓帝（在位：146年-168年）は、雲南の滇族の中国化を進めた。長年にわたり不穏な状態が続いていたとはいえ、結局滇は次第に漢に吸収されていった。かつて滇王国があった地には、低地から多くの漢人が入植した。滇族は漢族に同化し、12世紀ごろに消滅した。

## 歴史的意義

### 漢人の移民と異民族の同化

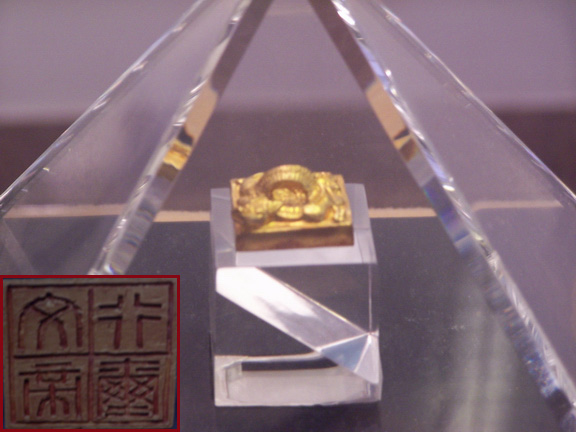
南越国王趙眜の璽。中国と越の要素が混ざった品である。

漢の時代、華北・中原から雲南・広東に漢人が入植する流れが生まれた。王莽の時代には、中原の混乱から逃れる移民運動がさらに加速した。しかし、彼ら移民や駐留兵は、南方特有のマラリアや住血吸虫症などの病に苦しめられた。
百越や滇族の同化は、中国帝国の強大な軍事力と、漢人の移民や亡命者などによるものであった。移民は自分たちの漢文化と入植先の文化を混合して独自の文化を築いた。現代の発掘調査からも、漢代の南方に中国文化がもたらされていたことが立証されている。広東の古墳を調査すると、先住民の道具や陶器が次第に前漢期の中国的なものに取って代わられていく過程が分かる。例えば、前漢期型の銅鏡、暖房、井戸、香炉、照明器具などが見つかっている。
広西や貴州の文化同化は広東より遅く、前漢後期に始まった。広東と同様に、これらの地域の墳墓からも漢的な鏡、硬貨、陶器、青銅器、鉄器、漆器が見つかっている。
現代の雲南にあたる地域が漢に取り込まれたのは、紀元前109年の事である。中国文化の影響力が強まっていく様子は、発掘された滇の工芸品、硬貨、陶器、鏡、青銅器から分かる。滇族の芸術は中国的なものになっていき、古来の様式のものは100年ごろには多くが消え去っていた。秦に始まり漢のもとで最高潮に達した南方拡大は、中国北部の文化が南方の文化を席巻する結果をもたらした。

### 貿易と海外交流

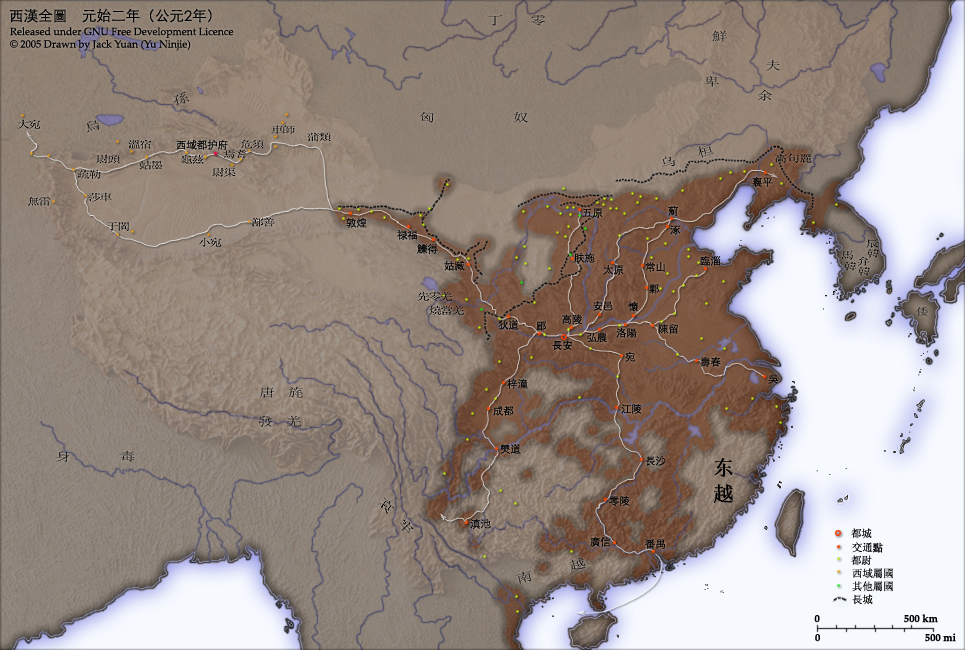
紀元前87年ごろの漢の版図と交易路

嶺南の海岸地帯を手に入れた漢は、東南アジアの文明と深く接触できるようになった。また逆に、東南アジア諸国にも中国の文化的・技術的影響が広まった。スマトラ島やボルネオ島、ジャワ島などでは、1世紀に漢で製造された陶器が発掘されている。またカンボジアでは、中国のものを原型としたような青銅斧が発掘されている。
漢やその後継王朝は、南アジアや東南アジアの諸国と経済・外交両面で関係を持った。漢の船はインドまで旅して、中国の交易権を遥かインド洋にまで広げた。またこうした交易路を経由して、漢はインドのマウリヤ朝やサータヴァーハナ朝、シュンガ朝、ペルシアのパルティア、さらには地中海の共和制ローマとも接触した。120年には、ビルマから中国への贈り物としてローマ人の踊り子や芸人が送られている。紀元2年には、『漢書』によれば日南郡の南方にある黄支国がサイを献上してきた。89年および105年にはインドから使者が到来した。またシリア出身のローマの商人が、166年に南越国を、226年に南京を、284年に洛陽を訪れている。華南の墳墓では、海外の物産が数多く発掘されている。そして中国で生産されていた絹は、西方諸国が熱望するところとなり、古代ヨーロッパと近東、中国を結ぶ長大な交易路シルクロードが形成されていった 。